# Schleinitz (Familienname)
Schleinitz ist ein deutscher Familienname.
- Abraham von Schleinitz (1556–1621), deutscher Domherr und Rittergutsbesitzer
- Adalbert von Schleinitz (1822–1896), preußischer Generalleutnant
- Alexander von Schleinitz (1807–1885), preußischer Staatsminister
- Alexandra von Schleinitz (1842–1901), deutsche Schriftstellerin
- Andreas Dietrich von Schleinitz (1738–1808), preußischer Generalmajor
- Egon Schleinitz (1912–2005), deutscher Schriftsteller
- Emil von Schleinitz (1800–1885), preußischer Generalmajor
- Ernst von Schleinitz (1482–1548), Dompropst und Administrator
- Georg von Schleinitz (1834–1910), deutscher Vizeadmiral und Kolonialbeamter
- Gustav von Schleinitz (1785–1858), preußischer Generalmajor
- Hans Georg von Schleinitz (1599–1666), deutscher Verwaltungsbeamter und Gelegenheitsdichter
- Hans-Wolf von Schleinitz (* 1955), deutscher Sportfunktionär
- Heinrich Conrad Schleinitz (1802–1881), deutscher Jurist und Tenor
- Hugold von Schleinitz († 1490), sächsischer Beamter
- Johann II. von Schleinitz († 1434), Bischof von Naumburg
- Johann VII. von Schleinitz (um 1470–1537) Bischof von Meißen
- Johann Eduard von Schleinitz (1798–1869), preußischer Verwaltungsbeamter, Oberpräsident der Provinz Schlesien
- Julian von Schleinitz (* 1991), deutscher Rennrodler
- Julius von Schleinitz (1806–1865), preußischer Beamter und Politiker
- Karl Heinz Schleinitz (1921–2019), deutscher Schriftsteller
- Kilian von Schleinitz (* 1994), deutscher Skeletonpilot
- Kurt von Schleinitz (1859–1928), deutscher Kolonialoffizier, zuletzt preußischer Generalmajor
- Leo von Schleinitz (1841–1915), preußischer Generalleutnant, Oberhofmarschall des Herzogs von Sachsen-Meiningen
- Ludwig von Schleinitz (1763–1825), preußischer Landrat
- Marie von Schleinitz (1842–1912), Berliner Salonnière
- Michael von Schleinitz (um 1507–1553), leitender kursächsischer Beamter; Amtmann des Amtes Freiberg im Erzgebirge
- Maximilian Rudolf von Schleinitz (1606–1675), erster Bischof von Leitmeritz
- Otto von Schleinitz (Otto Julius Wilhelm von Schleinitz; 1839–1916), deutscher Kunsthistoriker und Hochschullehrer
- Otto Schleinitz (Politiker) (1886–1951), deutscher Politiker (SPD)
- Peter von Schleinitz († 1463), deutscher Geistlicher, Bischof von Naumburg
- Richard Schleinitz (1861–1916), deutscher Architekt, Baurat und Hochschullehrer
- Ute von Schleinitz (* 1965), deutsche Volleyballspielerin, siehe Ute Hankers
- Vinzenz von Schleinitz († 1535), deutscher Geistlicher, Bischof von Merseburg
- Walter von Schleinitz (1872–1950), deutscher General der Infanterie
- Werner von Schleinitz (1842–1905), deutscher Politiker, Landrat und Mitglied des Deutschen Reichstags
- Wilhelm von Schleinitz (1794–1856), deutscher Politiker
- Wilhelm Karl Ferdinand von Schleinitz (1756–1837), deutscher Verwaltungsjurist und Politiker
- Wolfgang von Schleinitz († 1523), Rat des Herzogs Georg von Sachsen